# أطفال الذرة (فلم 2020)
أطفال الذرة (بالإنجليزية: Children of the Corn) هو فيلم رعب تم إنتاجه في الولايات المتحدة وصدر سنة 2020م بطولة إيلينا كامبوريس وهو الجزء الحادي عشر من سلسلة أفلام «أطفال الذرة».

## القصة
تجند فتاة في الثانية عشرة من عمرها مريضة نفسيا في بلدة صغيرة في ولاية نبراسكا جميع الأطفال الآخرين وتنطلق في هياج دموي وتقتل الكبار الفاسدين وأي شخص آخر يعارضها. طالب ثانوي لامع لا يتفق مع الخطة هو أمل البلدة الوحيد في البقاء على قيد الحياة.

## روابط خارجية
- مقالات تستعمل روابط فنية بلا صلة مع ويكي بيانات